# Body of Proof
Body of Proof è una serie televisiva statunitense prodotta dal 2011 al 2013.
Ideata da Christopher Murphey, la serie, interpretata da Dana Delany, è un mix tra medical drama e police procedural raccontando le vicende di Megan Hunt, una brillante neurochirurgo di Filadelfia che, in seguito a un incidente d'auto che le danneggia le mani, suo principale strumento di lavoro, si vede costretta a reinventarsi come medico legale (medical examiner nella versione originale, una particolare carica governativa statunitense), con tutti i problemi che derivano dal conciliare questo nuovo lavoro con la sua difficile vita privata.
La serie ha debuttato in prima visione mondiale in Italia sul canale satellitare Fox Life il 25 gennaio 2011. Negli Stati Uniti, paese d'origine della serie, è invece stata trasmessa da ABC dal 29 marzo 2011.

## Trama
Filadelfia. Megan Hunt è un neurochirurgo di successo, tanto brava nel suo lavoro quanto cinica e insopportabile verso le persone con cui deve relazionarsi. Coinvolta in un incidente stradale, si ritrova con una parestesia che le provoca improvvisi intorpidimenti e crampi alle mani. Venendole impedito per questo di continuare a svolgere la professione, la sua carriera in sala operatoria arriva al capolinea. Come se ciò non bastasse, avendo dedicato fin lì tutta la vita al lavoro, la cosa si è riflessa in maniera negativa sulla sua sfera privata, con il marito che ha ottenuto il divorzio e la custodia della loro figlia.
Cinque anni dopo, Megan lavora come medico legale per un laboratorio di analisi che collabora con il dipartimento di polizia. Attraverso questa professione, la donna ha scoperto di riuscire a dedicare molta più attenzione alle persone da morte che da vive: grazie alla sua intelligenza, istinto e conoscenza medica, riesce a scovare importanti e decisivi indizi sui corpi delle vittime, utili alla risoluzione dei casi. Megan non ha però ben chiaro qual è il limite tra il suo lavoro e quello dei poliziotti; anziché limitarsi a eseguire autopsie, spesso si ritrova a indagare sul campo come una vera detective, arrivando lei stessa a smascherare i colpevoli. In mezzo a questo, deve anche gestire i rapporti con l'ex marito e la figlia, che con il passare degli anni si sono complicati sempre più. Districandosi tra lavoro e vita privata, Megan cerca di rimediare agli errori commessi in passato, cercando di diventare una persona migliore.

## Episodi
| Stagione         | Episodi | Prima TV USA | Prima TV in italiano |
| ---------------- | ------- | ------------ | -------------------- |
| Prima stagione   | 9       | 2011         | 2011                 |
| Seconda stagione | 20      | 2011-2012    | 2011-2012            |
| Terza stagione   | 13      | 2013         | 2013                 |

## Personaggi e interpreti

### Personaggi principali
- Megan Hunt (stagione 1-3), interpretata da Dana Delany, doppiata da Roberta Greganti.
È la protagonista della serie. Megan è un neurochirurgo che, non potendo più esercitare la professione per via di un incidente d'auto che le ha provocato una parestesia alle mani, si reinventa come medico legale. Scopre di poter essere utile alle persone anche in questa nuova veste, dato che il suo innato istinto la porta a mettere insieme, come in un puzzle, gli indizi che trova sui corpi delle vittime, ricostruendo così le cause che hanno portato alla loro morte. Non ha ben chiaro però quale sia il confine da non superare tra il suo lavoro e quello di un investigatore, dato che sua irruenza la porta a indagare sui casi in prima linea, come un vero poliziotto. La sua indubbia professionalità viene spesso messa in ombra dal suo carattere a dir poco spigoloso (tant'è che spesso si ritrova più a suo agio con le persone morte che con i vivi), e ciò le crea problemi indistintamente sia sul lavoro che nella vita privata. L'incidente d'auto che ha segnato la fine della sua carriera da neurochirurgo ha anche definitivamente sfasciato la sua fragile famiglia, che fino ad allora lei aveva sempre posto in secondo piano rispetto al lavoro. Dopo il divorzio, cerca ora faticosamente di ricostruire un rapporto con la figlia Lacey, che vive con l'ex marito Todd.
- Peter Dunlop (stagione 1-2), interpretato da Nicholas Bishop, doppiato da Vittorio Guerrieri.
È un ex detective della polizia, ora investigatore-medico legale. Peter lavora per il laboratorio di analisi, e si occupa di svolgere indagini quando si presentano casi di morti sospette. È in pratica il punto di contatto tra lo staff del laboratorio e il dipartimento di polizia di Filadelfia. Lavora a fianco di Megan, ed è l'unica persona che cerca di capirla. Muore alla fine della seconda stagione, dopo essere stato ferito per salvare Megan.
- Kate Murphy (stagione 1-3), interpretata da Jeri Ryan, doppiata da Alessandra Grado.
È il medico legale capo, responsabile del laboratorio di analisi. Pur riconoscendo le capacità di Megan, spesso si ritrova costretta a cercare di porre un freno alla sua foga investigativa, per non intaccare i buoni rapporti con il dipartimento di polizia. Comincia in seguito una relazione con Todd, l'ex marito di Megan, che però non decolla.
- Bud Morris (stagione 1-2), interpretato da John Carroll Lynch, doppiato da Enzo Avolio.
È un detective del dipartimento di polizia di Filadelfia. Presto viene assegnato in pianta stabile ai casi di omicidio che arrivano sul tavolo operatorio di Megan. Morris si scontra subito con la dottoressa Hunt, dato che non tollera nella maniera più assoluta le continue intromissioni di Megan nelle indagini della polizia.
- Samantha Baker (stagione 1-2), interpretata da Sonja Sohn, doppiata da Patrizia Burul.
È la collega afroamericana di Morris. Anche la detective mal sopporta le ingerenze della dottoressa Hunt nelle loro indagini, ma a differenza di Morris si dimostra più disponibile a dare credito alle teorie investigative di Megan.
- Ethan Gross (stagione 1-3), interpretato da Geoffrey Arend, doppiato da David Chevalier.
 È un giovane dottore del laboratorio; sembra essere l'unica persona entusiasta dell'approccio ai casi adottato da Megan.
- Curtis Brumfield (stagione 1-3), interpretato da Windell Middlebrooks, doppiato da Luigi Ferraro.
È il vicedirettore del laboratorio, teoricamente sarebbe il diretto superiore di Megan. Afroamericano e dalla mole decisamente importante, si scontra sovente con la dottoressa Hunt, dato che quest'ultima spesso lo scavalca nelle decisioni da prendere.
- Lacey Fleming (stagione 1-3), interpretata da Mary Mouser, doppiata da Sara Labidi.
È la figlia di Megan.
- Tommy Sullivan (stagione 3), interpretato da Mark Valley, doppiato da Alessio Cigliano.
Un detective con un'onorata carriera che prende il posto Baker e Morris. Oltre ad essere una vecchia conoscenza di Megan, crede nelle sue capacità.
- Adam Lucas (stagione 3), interpretato da Elyes Gabel, doppiato da Gabriele Lopez.
Giovane partner di Sullivan, è il figlio di avvocato difensore con cui cercherà di fare pace.

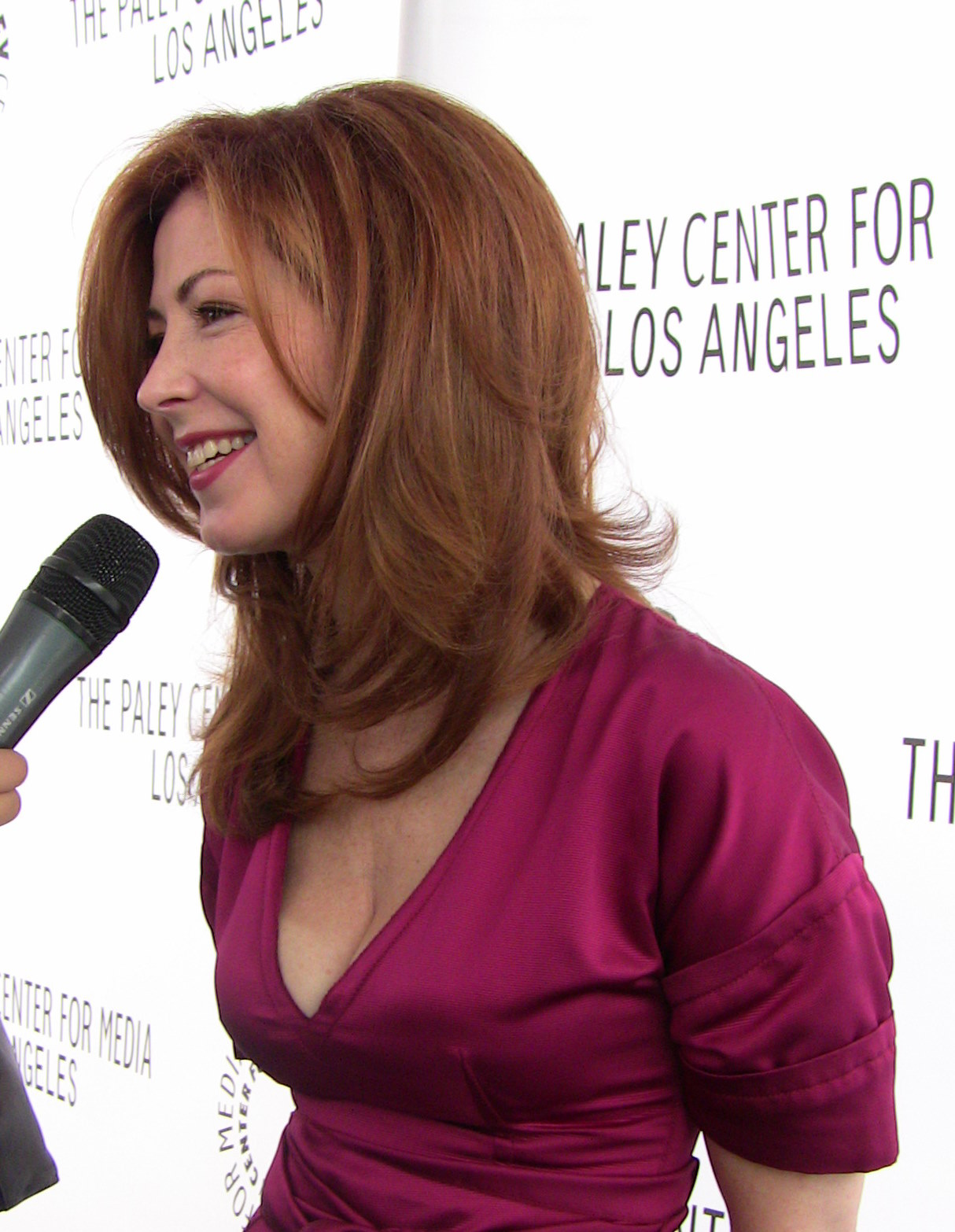
Dana Delany interpreta Megan Hunt
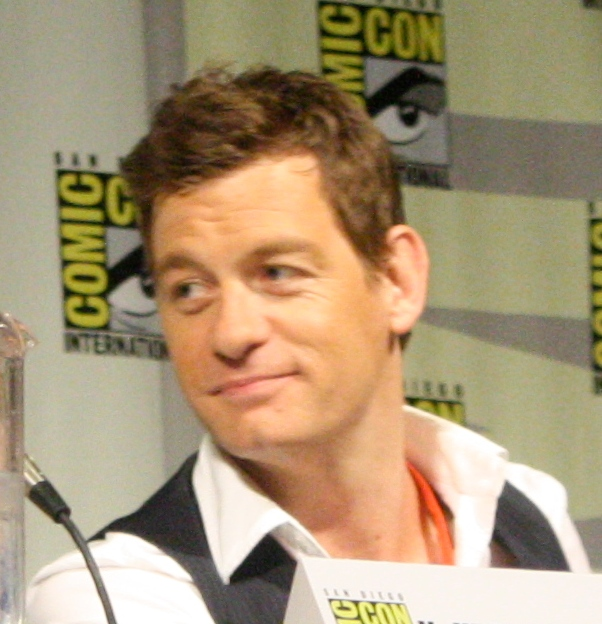
Nicholas Bishop interpreta Peter Dunlop
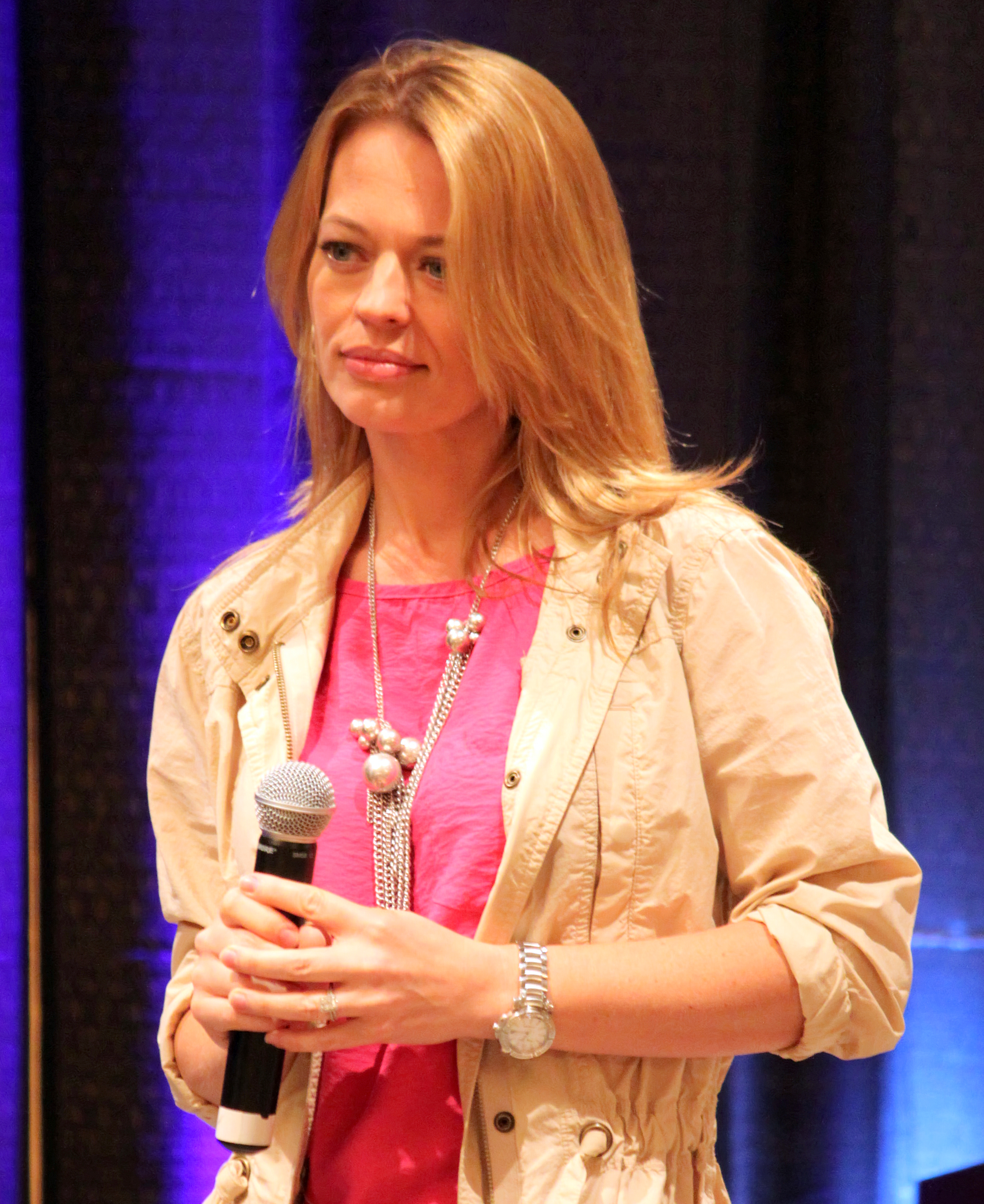
Jeri Ryan interpreta Kate Murphy
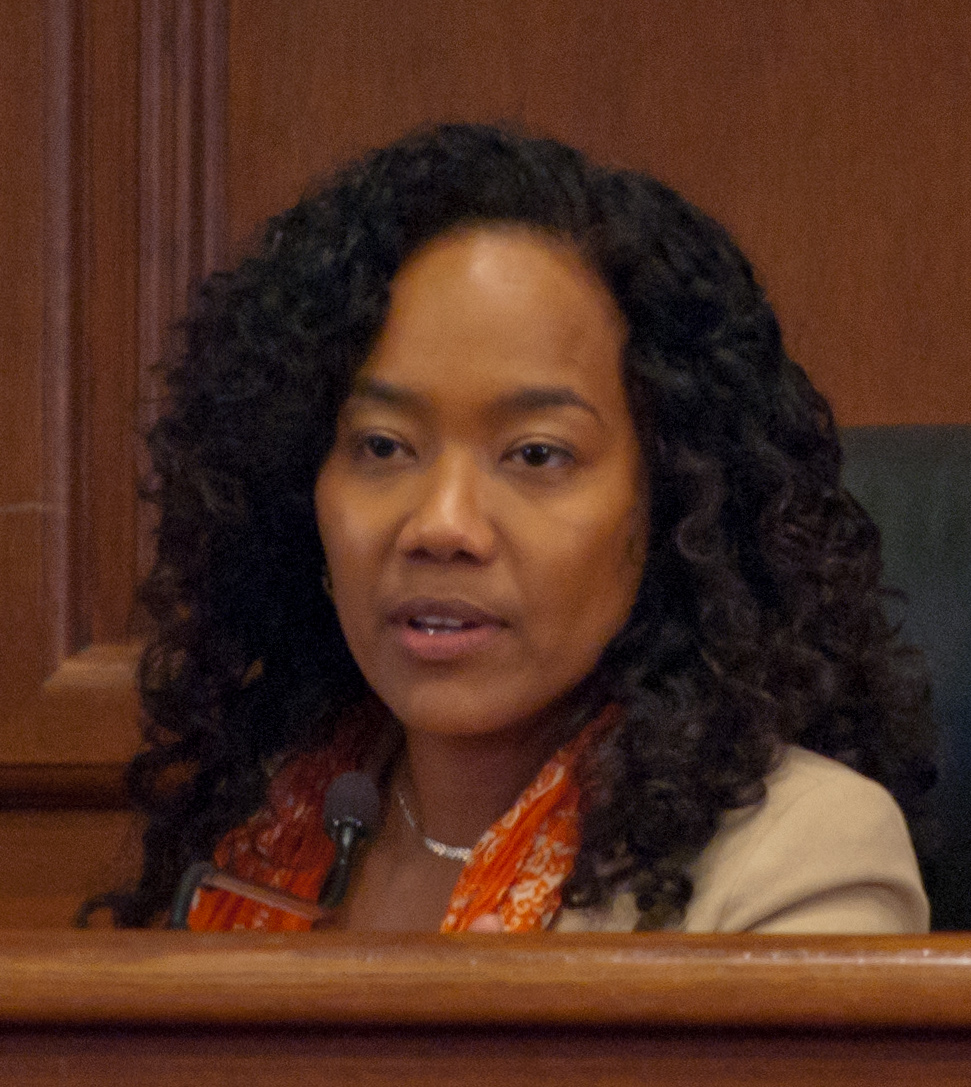
Sonja Sohn interpreta Samantha Baker
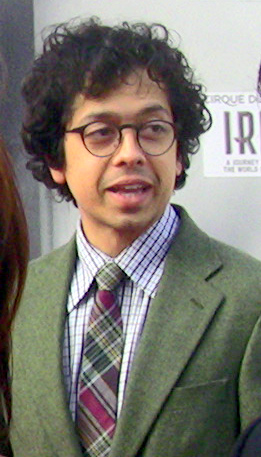
Geoffrey Arend interpreta Ethan Gross

### Personaggi secondari
- Todd Fleming (stagione 1-3), interpretato da Jeffrey Nordling, doppiato da Antonio Palumbo.
È l'ex marito di Megan. Ha sempre rimproverato a Megan di pensare più alla carriera che alla famiglia, e perciò ha ottenuto il divorzio e la custodia della figlia. Ormai da tempo i rapporti con l'ex moglie sono insanabilmente logori.
- Joan Hunt (stagione 1-3), interpretata da Joanna Cassidy, doppiata da Stefanella Marrama.
È la madre di Megan, un giudice. Dopo il suicidio del marito (e padre di Megan), i rapporti con la figlia si sono man mano sempre più raffreddati.
- Derek Ames (stagione 2-3), interpretato da Cliff Curtis.
È un agente dell'FBI. Ha conosciuto Megan durante un'indagine, e cerca di intrecciare con lei una relazione sentimentale.
- Dani Alverez (stagione 2), interpretata da Nathalie Kelley.[7]
- Scott Decker (stagione 2-3), interpretato da Jamie Bamber.[8]

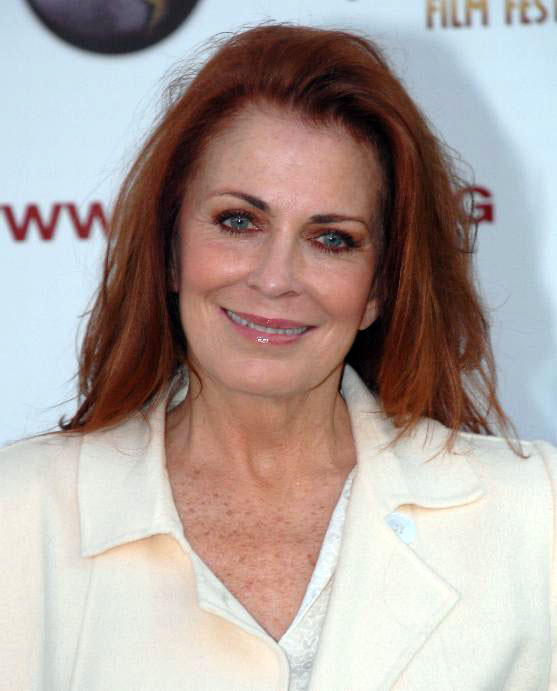
Joanna Cassidy interpreta Joan Hunt
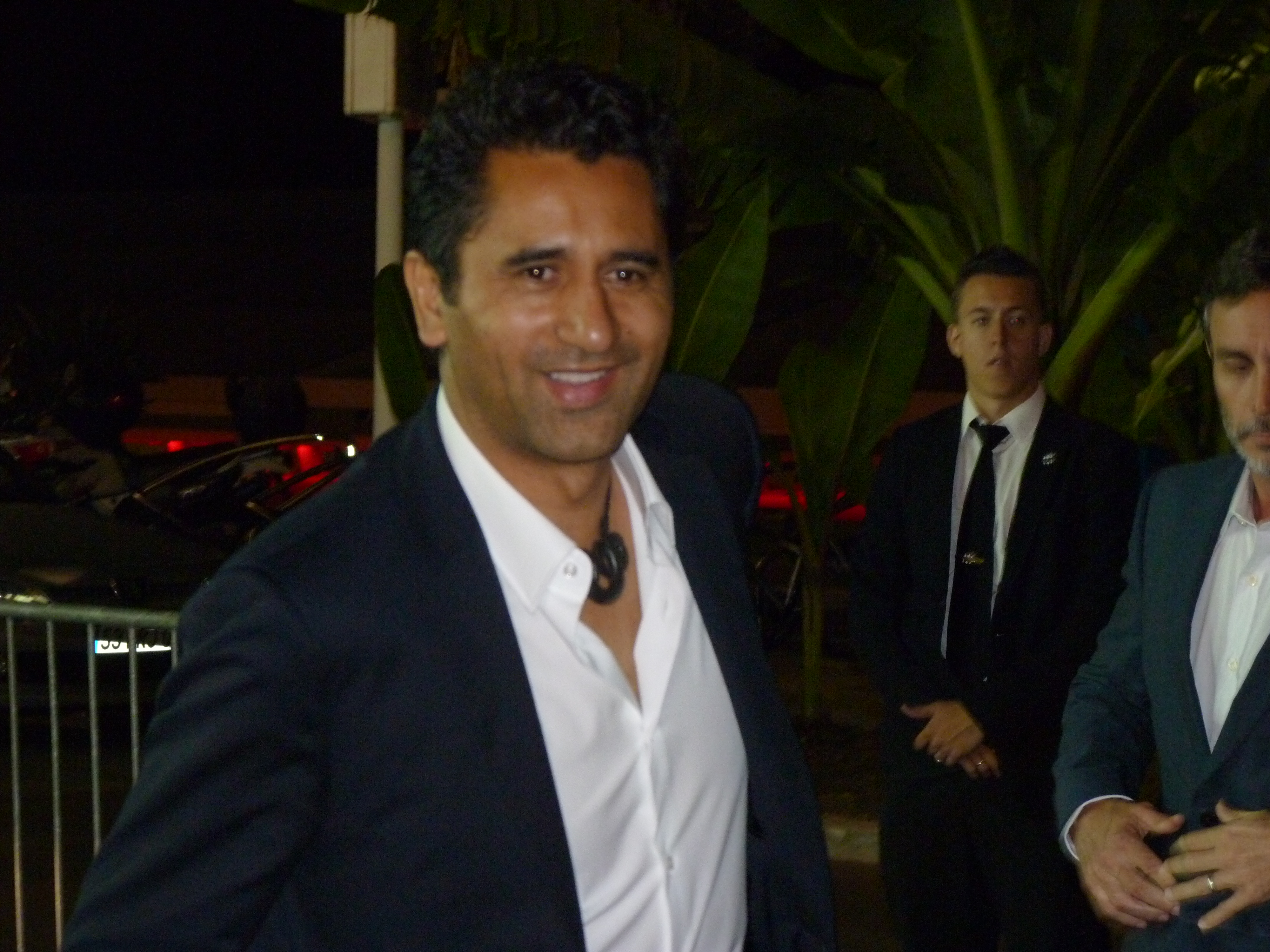
Cliff Curtis interpreta Derek Ames
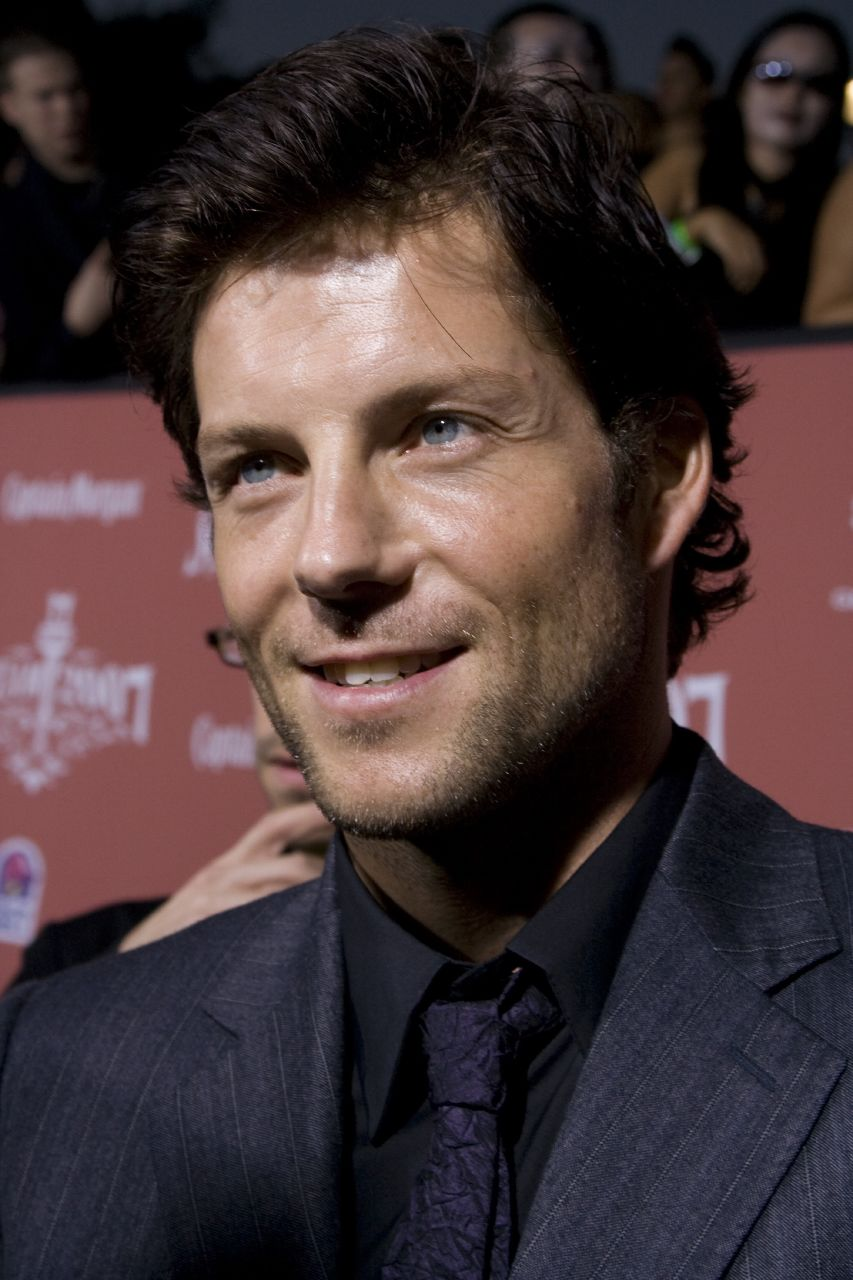
Jamie Bamber interpreta Scott Decker

## Produzione

### Cast
Protagonista della serie è l'attrice Dana Delany – già vincitrice di due Emmy Awards per il suo ruolo nella serie TV China Beach a cavallo tra gli anni 1980 e 1990, e famosa per il personaggio di Katherine Mayfair interpretato in Desperate Housewives negli anni 2000 – che qui in Body of Proof è nei panni del medico legale Megan Hunt. Per la Delany questa è la sua prima serie TV da protagonista assoluta. A proposito del personaggio, ha dichiarato di amare la possibilità di avere a che fare nel suo lavoro con «personaggi complicati», e che il ruolo di Megan è esattamente così, ovvero «complicato, intelligente, e sicuramente complesso». La Delany ha inoltre aggiunto di aver vissuto lei stessa un'esperienza simile a quella del suo personaggio, dato che due settimane prima della registrazione dell'episodio pilota di Body of Proof la sua auto è stata investita da un autobus a Santa Monica, in California, e nell'incidente si è fratturata due dita della mano.
Accanto a Dana Delany troviamo nel cast Nicholas Bishop (famoso per la soap opera australiana Home and Away) nei panni del partner di Megan, e Jeri Ryan (Star Trek: Voyager, Boston Public, Shark, Leverage) in quelli del suo capo. I detective della polizia di Filadelfia sono interpretati rispettivamente da John Carroll Lynch (Fargo, Vulcano - Los Angeles 1997, Zodiac, Close to Home) e da Sonja Sohn (The Wire). Geoffrey Arend ((500) giorni insieme) e Windell D. Middlebrooks (Scrubs: Med School) sono i colleghi della dottoressa Hunt.
Tra i personaggi secondari, Jeffrey Nordling (Ancora una volta, Providence, Dirt, 24, Desperate Housewives) è l'ex marito di Megan, mentre Mary Matilyn Mouser (L'Africa nel cuore) è la figlia adolescente. L'attrice Joanna Cassidy (Blade Runner, Six Feet Under) è invece la madre di Megan, e Cliff Curtis (Lezioni di piano, Blow, Trauma) è un agente dell'FBI.

### Location
Anche se ambientata a Filadelfia, in Pennsylvania, in realtà la prima stagione di Body of Proof è stata girata in Rhode Island. Le riprese della seconda stagione si sono svolte invece a Los Angeles.

### Programmazione
L'episodio pilota della serie è stato presentato in anteprima mondiale nel luglio 2010 a Roma, durante il Fiction Fest. Inizialmente la première dello show avrebbe dovuto aver luogo negli Stati Uniti il 22 ottobre seguente, ma dopo gli scarsi risultati d'ascolto ottenuti dalle nuove serie TV della ABC My Generation e The Whole Truth, che portarono alla loro immediata cancellazione, il network decise di fermare l'esordio di Body of Proof in attesa di trovarle una sistemazione più vantaggiosa nel palinsesto, mandando in onda al suo posto il programma televisivo Primetime: What Would You Do?; nell'occasione venne anche deciso il suo spostamento in midseason. Il 30 novembre 2010 la ABC ha ufficializzato che la serie avrebbe esordito il 29 marzo 2011.
Questi improvvisi cambi di palinsesto da parte della ABC hanno fatto sì che Body of Proof andasse in onda per la prima volta in prima visione fuori dagli Stati Uniti. Infatti, grazie a un accordo tra The Walt Disney Company e Fox International Channels Italy, la prima stagione ha debuttato in anteprima mondiale in Italia sul canale a pagamento Fox Life il 25 gennaio 2011, e successivamente è stata programmata nel resto d'Europa, sempre in prima visione rispetto alla madrepatria. In Italia e negli altri paesi la prima stagione è stata trasmessa secondo l'iniziale ordine di produzione di tredici episodi, mentre negli Stati Uniti la stagione è stata trasmessa con un differente ordine, con una stagione composta da soli nove episodi e basata su una diversa continuity; i restanti quattro episodi rimasti inediti in patria sono stati in seguito accorpati alla seconda stagione.
In virtù dei buoni risultati d'ascolto ottenuti dalla prima stagione, il 13 maggio 2011 la serie è stata rinnovata per una seconda stagione; nell'occasione l'attrice Jeri Ryan ha annunciato che la seconda stagione sarebbe stata girata a Los Angeles anziché in Rhode Island, dov'è invece stata filmata a prima stagione. La seconda stagione ha debuttato in prima visione negli Stati Uniti il 20 settembre 2011. L'11 maggio 2012 la ABC ha rinnovato la serie per una terza stagione di 13 episodi, al termine della quale la rete ha annunciato la cancellazione della stessa.

## Accoglienza

### Pubblico
La prima mondiale italiana di Body of Proof su Fox Life ha totalizzato circa 334.000 spettatori, facendone lo show più visto della serata sulla piattaforma televisiva Sky. Significativo è stato il dato sullo share del pubblico femminile, che è stato il 20% di quello Sky e l'1,8% di quello generale, nel target 25/44 anni. Il debutto statunitense sulla ABC ha invece riscosso 13.942.000 spettatori, un dato giudicato molto soddisfacente. Nel complesso, l'audience media della prima stagione di Body of Proof negli Stati Uniti è stata di 13.359.000 telespettatori, un risultato che ne ha fatto una delle serie TV più seguite della stagione televisiva 2010-2011.

### Critica

#### Stati Uniti
La serie ha ricevuto un'accoglienza contrastante: ad esempio, il sito web Metacritic le ha assegnato un punteggio di 56/100, mentre invece Ken Tucker di Entertainment Weekly ha incluso lo show nella lista dei 10 eventi TV da guardare nel 2011, e David Hinckley del New York Daily News lo ha recensito in maniera pressoché positiva, sottolineando che «[Body of Proof] potrebbe essere abbastanza interessante, come se fosse un Quincy con una "marcia" migliore. Aggiungete altri elementi e avrete qualcosa di degno da vedere alle dieci di sera».
Altre recensioni sono state generalmente negative, focalizzando l'attenzione soprattutto sulla trama ricca di stereotipi e sullo sviluppo dei personaggi. Joshua Bell del Las Vegas Weekly ha commentato che «il problema è che le questioni personali di Megan sono come cliché [...] e la serie tende a creare delle connessioni tra la sua vita privata e i casi, quando in realtà non sono legati assieme». Mekeisha Madden Toby del The Detroit News ha scritto che Body of Proof «è prevedibile e predicatoria, il debutto è stato ritardato per mesi, ma la serie ancora non ha quello che serve per impressionare gli spettatori». Mary McNamara del Los Angeles Times ha invece affermato che «gli sceneggiatori dovranno lavorare un sacco su Body of Proof per trascendere la sua immediata prevedibilità». TV Guide ha assegnato alla serie una valutazione di 2/5.

#### Italia
Durante la presentazione mondiale di Body of Proof al Roma Fiction Fest, il blogger TuttoFaMedia ha recensito, per conto del sito Tvblog, l'episodio pilota. Questi l'ha giudicato in maniera perlopiù deludente, soffermandosi in negativo su «la scelta di non rischiare, di puntare così sfacciatamente sull'usato sicuro», con uno svolgimento della serie classico e prevedibile, dove in alcuni casi «tutto appare troppo meccanico». A suo dire «Body of Proof, semplicemente, rappresenta un salto all'indietro nel tempo telefilmico, un tempo lineare e facile, in cui tutto, compresa la protagonista, sembra essere assemblaggio di pezzi presi qua e là, dentro il grande "serbatoio seriale", ma senza quel guizzo che lo possa rendere davvero attraente: Body of Proof è un enorme déjà vu». L'unico punto a favore della serie viene individuato da TuttoFaMedia in Dana Delany, che finalmente ottiene una serie da protagonista.
Aldo Grasso del Corriere della Sera non si è discostato molto dalle posizioni di TuttoFaMedia, affermando che «la prima impressione è quella di trovarsi dentro a un gioco di specchi», con il personaggio di Dana Delany che nel privato sembra ricalcare la sua Katherine Mayfair di Desperate Housewives, portandosi dietro «una vita privata non facile e, con essa, una fragilità emotiva da nascondere», mentre sul lavoro strizza invece l'occhio al «carattere spigoloso e intollerante» del Gregory House di Dr. House - Medical Division, ricordando però contemporaneamente, «come capacità interpretativa da anatomopatologo», i protagonisti di CSI - Scena del crimine. In generale per Aldo Grasso «l'idea di una [persona] che ha più facilità a parlare con i morti che con i vivi non è male. Peccato che lo svolgimento narrativo sia spesso prevedibile e che la risoluzione del caso sia altrettanto meccanica».
Su Europa, Stefania Carini ha sottolineato anch'essa la vicinanza di Body of Proof ad altre serie che mescolano medical drama e police procedural come CSI: Scena del crimine e Bones, domandandosi per caso se «è arrivato un dottor House in versione femminile». Nonostante la trama, che anche a suo dire non si rivela troppo originale, la Carini dà comunque fiducia a Body of Proof, e afferma che la serie «non cambia certo la storia della TV, ma ha un bel personaggio principale, che può offrire interessanti sviluppi. È una di quelle serie [...] che [potrebbero] durare a lungo. Pare infatti rientrare a pieno titolo in quella categoria estetica che potremmo definire del godibile. È una di quelle serie che si rendono sempre disponibili a una visione rilassata e rassicurante».

## Trasmissione internazionale
Body of Proof ha debuttato in prima visione in Europa rispetto agli Stati Uniti d'America.
- Italia: Body of Proof, Fox Life, dal 25 gennaio 2011
- Russia: Следствие по телу, Первый канал, dal 7 febbraio 2011[32]
- Spagna: El Cuerpo del Delito, Fox, dal 18 febbraio 2011[33]
- Polonia: Anatomia prawdy, Fox Life, dal 23 febbraio 2011[34]
- Ungheria: A hidegsebész, Story4, dal 9 marzo 2011
- Bulgaria: Скрити доказателства, Fox Crime (st. 1-2) e Fox Life (st. 3), dal 17 marzo 2011[35][36]
- Stati Uniti: Body of Proof, ABC, dal 29 marzo 2011
- Canada: Body of Proof, Citytv, dal 29 marzo 2011[37]
- India: Body of Proof, Zee Cafe, dal 9 aprile 2011
- America Latina: Body of Proof, Sony Entertainment Television, dal 12 aprile 2011[38]
- Portogallo: Body of Proof, Fox Life, dal 27 aprile 2011[39]
- Regno Unito: Body of Proof, Alibi, dal 19 luglio 2011[40]
- Austria: Body of Proof, ATV, dal 18 agosto 2011[41]
- Germania: Body of Proof, ProSieben (st.1-2) e Kabel eins (st.3), dal 24 agosto 2011[41]
- Danimarca: Body of Proof, TLC, dal 6 ottobre 2011[42]
- Francia: Body of Proof, Canal+ (st. 1-2) e M6 (st.3), dall'8 dicembre 2011[43][44]
- Repubblica Ceca: Tělo jako důkaz, ČT 1, dal 3 settembre 2012[45]

## Citazioni e riferimenti
- Nell'episodio Una lacrima sul viso della seconda stagione, Megan dice a Peter: «Ho già vissuto in un quartiere come questo. Le cose non sono mai come sembrano...», inoltre a fine episodio dice a Ethan: «Ti assicuro che le casalinghe disperate non fanno per te». Questi sono inside joke riferiti a Dana Delany, che ha recitato nella serie televisiva Desperate Housewives nel ruolo di Katherine Mayfair.